# Івасюк Оксана Михайлівна
Оксана Михайлівна Івасюк (нар. 20 серпня 1960, м. Кіцмань, Чернівецька область) — український педагог, літератор. Кандидат філологічних наук. Дружина Віктора та мати Михайла Павлюків, сестра Володимира Івасюка, донька письменника Михайла Івасюка.

## Життєпис
Оксана Івасюк народилася 20 серпня 1960 року в місті Кіцмані, що на Чернівеччині.
Закінчила філологічний факультет Чернівецького державного університету. Два роки викладала україністику в Карловому університеті в Празі.
Від 2015 — у Києві: старший науковий співробітник Національного музею історії України; завідувач лабораторії грінченкознавства Київського університету імені Бориса Грінченка (від 2016). Нині доцент кафедри української літератури Чернівецького національного університету імені Юрія Федьковича.

## Доробок
Автор книг:
- «Пісенна Шевченкіана» (2013)[4];
- «Костянтина Малицька: Чом, чом, земле моя» (2015, співавтор)[4];
- «Михайло Вербицький: вибрані твори» (2015, співавтор)[4];
- «Володимир Івасюк. Вибрані твори» (2015)[4];
- «Володимир Івасюк. Інструментальні твори» (2016)[5];
- «Казки для хлопчиків» (2016)[4];
- «Михайло Івасюк. Монолог перед обличчям сина» (2017)[4].

Співупорядник:
- «Володимир Івасюк. Відлуння твоїх кроків...» (2011)[6];
- «Лицар слова: спогади про Михайла Івасюка» (2017)[7];
- «Золота карета. Буковинські казки у записах Михайла Івасюка» (2019)[8].

## Вшанування
Композитор та поет Володимир Івасюк своїй сестрі Оксані присвятив пісню «Колискова для Оксаночки».